# ینس کریستین ینسن
ینس کریستین ینسن (دانمارکی: Jens Kristian Jensen; ۲۲ مارس ۱۸۸۵ – ۲۷ مارس ۱۹۵۶) ژیمناست هنری اهل دانمارک بود.